# Juan-Fernández-Platte

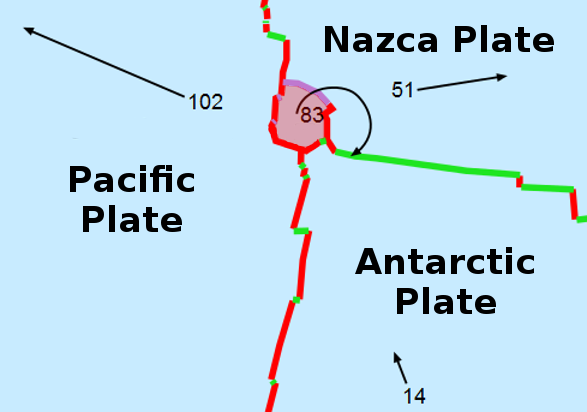
Die Juan-Fernández-Platte

Die Juan-Fernández-Platte ist eine kleine tektonische Platte (Mikroplatte) im Pazifischen Ozean. Mit einer Oberfläche von etwa 96.000 km2 liegt die Mikroplatte zwischen 32° und 35°S sowie 109° und 112°W. Die Platte befindet sich an einem Tripelpunkt zwischen der Antarktischen Platte, der Nazca-Platte und der Pazifischen Platte. Sie liegt etwa 2000 km westlich von Südamerika und ist durchschnittlich 3000 Meter tief. Ihre höchste Stelle liegt bei etwa 1600 Metern und ihre tiefste Stelle bei 4400 Metern unter dem Meeresspiegel.

## Entdeckung
Die Juan-Fernandez-Mikroplatte wurde erstmals 1972 durch Seismizitätskarten entdeckt, die halbkreisförmige Muster an dem Tripelpunkt Pazifik-Nazca-Antarktis zeigten. Dies deutete darauf hin, dass Scherzonen vorhanden waren, die mit bestehenden Plattentheorien in diesem Gebiet nicht vereinbar waren. Die Mikroplatte, wie sie heute bekannt ist, wurde erstmals 1983 während einer Sea-Beam-Untersuchung kartiert und benannt, bei der speziell der Ostpazifische Rücken zwischen der Oster- und der Juan-Fernandez-Mikroplatte kartiert wurde.
Die erste Sonarkartierung der Juan-Fernández-Platte wurde 1983 durchgeführt. Kurz darauf führte die RV Endeavor eine weitere geologische Untersuchung durch, bei der die Grenzen der Platte definiert und die Hauptmerkmale der Dreifachverbindung, deren Zentrum die Juan-Fernandez-Mikroplatte ist, klar identifiziert wurden. Seitdem wird angenommen, dass das Wachstum der Platte durch Spreizungsrücken zwischen der Pazifischen und der Juan-Fernández-Platte, Akkretion auf der Platte durch die Scherzonen von Nazca und Juan-Fernández sowie Kompression sowohl der nördlichsten als auch der südöstlichsten Punkte der Juan-Fernández-Mikroplatte beeinflusst wird.

## Morphologie und Erdgeschichte
Diese Mikroplatte entstand schätzungsweise vor etwa 3 bis 4 Millionen Jahren. Einst ein einzelnes Spreizungszentrum, spaltete sich der Ostpazifische Rücken an dieser Stelle in zwei Hälften und hinterließ zwei separate Spreizungsrücken zwischen der Nazca-Platte und der Pazifischen Platte. Die beiden Spreizungsrücken begrenzten zusammen mit dem Chile-Rücken die Juan-Fernández-Mikroplatte. Diese beiden Spreizungszentren akkumulierten dann Material auf der Juan-Fernández-Mikroplatte, bis diese ihre heute erkennbare Form annahm. Während ihres Wachstums wurde die nördliche Grenze der Mikroplatte höchstwahrscheinlich aufgrund der extremen Rotationskräfte im Uhrzeigersinn komprimiert, die durch die östliche Scherung der Nazca-Platte und die westliche Scherung der Pazifischen Platte verursacht wurden. Da die Nazca-Platte eng mit der nördlichen Grenze der Platte verbunden ist, war die Rotation der Juan-Fernández-Mikroplatte in ihren Anfangsstadien ihrer Entstehung mit Rotationsgeschwindigkeiten von fast 32° pro Millionen Jahren am größten. Vor etwa 2,5 Millionen Jahren kollidierte die südöstliche Spitze der Mikroplatte jedoch mit einer Bruchzone innerhalb der Antarktischen Platte, was zu einer Kompression der Mikroplatte gegen die Antarktische Platte führte und ihre Rotationsbewegung vor etwa 1 Million Jahren auf etwa 9° pro Million stagnierte. Die ursprünglichen Kopplungen, die die Scherung verursachten, wechselten dann von den Grenzen zwischen Pazifik und Juan-Fernández und Nazca-Juan-Fernández zu den Grenzen zwischen Atlantik und Juan-Fernández und Nazca-Juan-Fernández. Im letzten Jahr hat es seitdem keine signifikanten Änderungen in der Plattenrotation und der Wachstumsrate gegeben.

## Drehung
Seit den ersten Untersuchungen des Gebiets haben sich Theorien über die Bewegung der Juan-Fernández-Mikroplatte entwickelt, die eine Kompression der Platte durch Rotationsbewegung sowie Scherzonen zwischen zwei großen Platten und der Juan-Fernández-Mikroplatte, die diese Rotationsbewegung im Uhrzeigersinn antreiben, einschließen. Die Spreizungsrate der Pazifischen Platte wird im Verhältnis zur Juan-Fernandez-Mikroplatte auf 13 bis 16 cm/Jahr geschätzt. Dieser Spreizungsrücken versorgt den Westen der Platte mit Magma und wirkt als Schmiermittel. In den Entwicklungsstadien der Mikroplatte teilte sich die Pazifische Platte auch einen gekoppelten Scherabschnitt südlich der Mikroplatte und trieb zusammen mit der Nazca-Platte die schnelle Rotation der Mikroplatte an. Vor etwa 2,5 Millionen Jahren begann sich die Juan-Fernández-Mikroplatte von der Pazifischen Platte abzukoppeln und sich mit der Antarktischen Platte zu koppeln. Letztere bremste die Rotationsbewegung der Mikroplatte stark ab. Heute sind es die Nazca und die Antarktische Platte, die die aktuellen Scherzonen mit Transformstörungen zwischen sich und der Juan-Fernández-Platte teilen. Die Nazca-Platte schert nach Osten, während die Antarktis-Platte relativ nach Westen schert. Dies führt zu einer weiteren Rotation der Mikroplatte im Uhrzeigersinn sowie zu einer daraus resultierenden Kompression, allerdings mit einer viel langsameren Geschwindigkeit. Aufgrund der leicht unregelmäßigen Form der Platte, die nicht perfekt um ihren Mittelpunkt rotiert, wurde auf der Juan-Fernandez-Mikroplatte an der Dreifachverbindung Pazifik-Nazca-Juan-Fernández und der Dreifachverbindung Nazca-Antarktis-Juan-Fernández eine Kompression beobachtet.

## Vorhersagen
Einige Forscher behaupten, dass die Juan-Fernández-Mikroplatte, die sie mit der Pazifischen Platte und der Antarktischen Platte teilt, in absehbarer Zukunft weiterhin eine ungehinderte Rotationsbewegung im Uhrzeigersinn aufweisen wird, da sich die Dreifachverbindung, die die Juan-Fernández-Mikroplatte mit der Pazifischen Platte und der Antarktischen Platte teilt, nach Südwesten verschiebt. Andere Forscher meinen vor, dass die Mikroplatte aufgrund des Ausmaßes der Kompression zwischen der Juan-Fernández-Mikroplatte und der Antarktischen Platte innerhalb der nächsten Millionen Jahre auf die Antarktische Platte aufwachsen und die Dreifachverbindung zwischen der Pazifischen, Antarktischen und Nazca-Platte einfach bis zur aktuellen Position der Pazifik-Nazca-Juan-Fernandez-Dreifachverbindung verlängern wird.